# 뇌공
뇌공(賴恭, ? ~ ?)은 중국 후한 말에서 삼국시대 촉나라의 관료로, 영릉 사람이다.

## 행적
처음에는 유표(劉表)를 섬겨 조정에서 보낸 교주자사 장진이 부장 구경에게 살해되자 유표가 교주로 파견해 교주자사가 되었다가 창오태수가 된 오거가 병사를 보내 쫓아내자 영릉으로 도망쳤다가 되돌아갔다.
208년 경에는 유비를 섬기면서 진원장군이 되었다가 220년에 뇌공을 포함해 허정(許靖), 제갈량(諸葛亮), 미축(麋竺), 왕모(王謨), 황주(黃柱) 등 120명이 함께 유비가 즉위하도록 간청하는 상주문을 올렸으며, 후에는 태상이 되었다.
223년에 유비(劉備)가 사망하면서 감황후의 영구가 도착하자 제갈량이 올린 상소에서 종묘 사직에 제사를 지내는 일과 조회, 장례 등의 방면에 대한 예의를 지내는 일을 뇌공과 함께 상의하면서 시호의 규칙에 따라 감황후를 소열황후라고 정했다. 그의 후임으로는 왕모가 태상이 되었다.
왕모, 황주와 함께 그 사적이 전하지 않기 때문에 전을 만들지 못했다고 하며, 그의 아들로는 뇌굉(賴宏)이 있다.

## 삼국지연의에서의 뇌공
삼국지연의에서는 그저 유비가 황제로 즉위할 때 이름만 등장할 뿐이다.